# Balatonudvari
Balatonudvari là một thị trấn thuộc hạt Veszprém, Hungary. Thị trấn này có diện tích 18,8 km², dân số năm 2010 là 296 người, mật độ 16 người/km².